# Vértebra lombar
As vértebras lombares são os maiores segmentos da porção móvel da coluna vertebral. No ser humano, encontram-se cinco vértebras lombares, nomeadas de L1 até L5, compondo, assim, a região lombar. Estão localizadas após a região torácica e antes do sacro.

## Composição
A vértebra lombar é composta, anteriormente, por um amplo corpo vertebral, com suas faces superior e inferior; posteriormente, por um processo espinhoso único; e, lateralmente, por processos transversos, que são projeções laterais, à direita e à esquerda, do ponto de união do pedículo com a lâmina. Longitudinalmente à vértebra, há os processos articulares, os quais são em número de quatro: dois superiores e dois inferiores, sendo saliências que se destinam à articulação das vértebras entre si, a partir de faces articulares. Por fim, há lateralmente, nos arcos, os pedículos do arco vertebral, que são partes mais delgadas em que repousam as estruturas vasculonervosas. Como consequência da disposição dessas estruturas, cria-se o forame vertebral medialmente a tudo, por onde passará a medula espinhal.

## Características regionais
Permitem diferenciar as vértebras pertencentes a cada região. 
A vértebra lombar apresenta um processo espinhoso não bifurcado – disposto em posição horizontal, com corpo maior quando comparada a vértebra cervical e a vértebra torácica –, um processo transverso bem desenvolvido – chamado de apêndice costiforme – e não possui forame no processo transverso, nem fóvea costal. 

## Estenose lombar
Estenose lombar é o estreitamento do canal vertebral na região lombar. O canal vertebral contém a medula espinhal desde a porção cervical até a porção lombar alta. A porção média e a inferior do canal lombar contém as raízes nervosas da chamada cauda eqüina. O canal estreito pode comprimir estas raízes e determinar sinais e sintomas neurológicos.Os sintomas da estenose lombar podem aparecer gradualmente ou desenvolver rapidamente. Embora seja parte do processo de envelhecimento normal, muitas vezes essa estenose provoca sintomas de compressão dos nervos, dor, diminuição de força nos membros inferiores e superiores, diminuição da sensibilidade, dificuldade de controlar os esfíncteres da bexiga e do anus e até mesmo impotência sexual .